# ドラゴンボール (架空の道具)
ドラゴンボールは鳥山明の漫画『ドラゴンボール』および、それを原作としたアニメシリーズなどに登場する架空の道具。物語の要になる重要な玉である。

## 概要
全部で7つあるオレンジ色の半透明の球で、中には赤い星が入っており、神秘的な輝きを放ちながら光っている。特殊な電波を放っており、ドラゴンレーダーでそれをキャッチすることで位置を特定できる。アニメではドラゴンボールが近くに2つ以上あるとき、共鳴して強く光る。強度はきわめて高く、カリン塔の頂上から地面に落下したり、どどん波の直撃を受けても割れることはないが、ヤジロベーが一星球に穴を開けて首飾りにしていた。多少傷が付いていても問題はなく、また穴が開いたり傷が付いても願いを叶えて四散し、再び玉に戻る際には傷も無くなり新品同様になる。鳥山明によると大理石の半透明状のものをイメージしており、固い天然の樹脂のような材質をしている。地球のものは野球ボールサイズだが、ナメック星のものはバスケットボールくらいの大きさとなっている。そして『ドラゴンボール超』に登場し、第6、第7宇宙にあるという超（スーパー）ドラゴンボールは惑星ほどもある超巨大なもの。『ドラゴンボール』の前日談に当たる『銀河パトロール ジャコ』最終回では、ブルマが地球に存在しない物質なので、宇宙からやってきたものだと推理している。
世界中に散らばるドラゴンボールを7つ集めて合言葉を唱えると、空が急に暗くなりドラゴンボールが光って巨大な龍の神龍が現れ、どんな願いも一つだけ叶えてくれる。なお、アニメでは出現方法が若干異なり、雷雲が出現しドラゴンボールに雷が当たり神龍が現れるというものになっている。願いを叶えてもらうとドラゴンボールは再び世界中に散らばり、石になってドラゴンレーダーに映らなくなるが、一定期間経つとまた元のドラゴンボールになる。
生物の体内にあったり、特殊なケースに入れられるとドラゴンレーダーに映らなくなる。ただし劇場版『神龍の伝説』では、グルメス王が体内に飲み込んでいるのをブルマがドラゴンレーダーで確認している。
人造人間編で孫悟空に地球へ連れて来られたデンデによると、一から作る場合は、100日あればドラゴンボールができあがるとのこと。
劇場版『ドラゴンボールZ 神と神』では第7宇宙の破壊神ビルスらが「ナメック星人の願い玉（ねがいだま）」と呼んでおり、『ドラゴンボール超』では第6宇宙の破壊神シャンパもそう呼んでいる。
つくった者を超える願いはできない
基本的にはどんな願いも叶えてくれるが、サイヤ人が地球に襲来する直前の際に、ドラゴンボールの創造主の力を大きく超える願いは叶えられないことが判明している。そのため、ナメック星の異常気象を避けることができなかったと説明されている。
死者復活
ピッコロ大魔王編において、神様は「自分は死者を甦らせることはできないが、ドラゴンボールでなら可能」という旨の発言をしている。
つくった者の死
地球のドラゴンボールはそれを作った神、もしくは神と一心同体であるピッコロが死んでしまうと、ドラゴンボールも消滅する。サイヤ人のベジータとナッパが地球に襲来した際にピッコロが戦死したため、神と共にドラゴンボールも消滅した。また、ピッコロと神が融合したときにも消滅した。ナメック星のドラゴンボールも、それを作った最長老が死ぬとただの石となる。

## 生まれた理由
ナメック星人の中の龍族の天才児だけが作ることができる。本来はナメック星だけのものだったが、後に地球の神様になるナメック星人（親の名前から、ナメック星の最長老は「カタッツの子」と呼んでいた）が地球に降り立ち、ナメック星でのかすかな記憶をもとに地球でもドラゴンボールを作った。
老界王神はドラゴンボールを「まじめなナメック星人のみに許された反則技のようなもの」「大自然の混乱をまねくもの」と語り、ナメック星人には「ナメック星以外では使うな」と注意しており、乱用を快くは思っていない。地球にドラゴンボールが存在していること自体に驚愕していた。『ドラゴンボールGT』では作中でのドラゴンボールの濫用が世界の危機を招いたというストーリーが展開された。
アニメのオリジナル設定として、まだ人間が正直だった頃、ドラゴンボールはもともとは大きな一つの球で、神が人間を祝福し与えたものであり人々の願いをかなえるため神殿に飾られていたが、人間たちが欲深くなったためにそれを神様が7つの球に分割し、各地に散らばらせた、ということがアニメ『ドラゴンボール』の第33話後半パートで亀仙人の口から語られた。この回では亀仙人はドラゴンボールのことを伝説や言い伝えとして知っていたが、どういう形をしているのか知らなかった。
『ドラゴンボール超』において、第6および第7宇宙のナメック星人がそれぞれ大昔に大きな願い球（大きさ的には星サイズ）の欠片から削りだし作り出したと破壊神シャンパから語られている。それ故に製作者の限界を超えることができないという制限が存在している。本物の願い球においてはその限界がほぼないとも語られている。また、ドラゴンボールを作れる種族は、ナメック人という別の世界から宇宙に移り住んだ種族であり、ナメック星ではない所に住み着いたナメック人もいるとムーリから語られた。元々ドラゴンボールはナメック人の勇者をたたえる儀式に使うもので、困難の末に探しだした勇者に褒美として願いを叶えてあげるというものだった。
『DRAGONBALL EVOLUTION』では二千年前にピッコロ大魔王を魔封波で封じこめた七人の老師が、のちの世の敵を倒すためにドラゴンボールを作った設定になっている。

## それぞれの球の名
七つのドラゴンボールにはそれぞれ名前があり、中に入っている星の数で区別することができる。それぞれ星の数の順に一星球（イーシンチュウ）、二星球（アルシンチュウ / リャンシンチュウ）、三星球（サンシンチュウ）、四星球（スーシンチュウ）、五星球（ウーシンチュウ）、六星球（リュウシンチュウ）、七星球（チーシンチュウ）となっている。ただしこれは地球での名称であり、ナメック星での呼び名は不明。
ドラゴンボールの中でも四星球は孫悟空が育ての親である孫悟飯の形見として最初から所有し、大事に祀っていた存在だった。そのため、悟空はボールが飛び散った後も四星球を確保し、息子である孫悟飯の帽子の飾りにしていた。また、アニメ『ドラゴンボールGT』においては一際大きな存在として扱われ、邪悪龍の中で唯一の良識派である四星龍が誕生したり、一星龍が分離したドラゴンボールを再び取り込もうとした時に悟空が奪い返すシーンなどが描かれている。番外編の「悟空外伝! 勇気の証しは四星球」においては孫悟空Jr.が曾曾祖母のパンの病気を治すためにパオズ山の元祖悟空の家まで探しに行き、そこで元祖悟空に会い、思い出と勇気の証しとして持ち帰るという使われ方をした。
鳥山明によると悟空が持っていたのが四星球だったのは、一星球や七星球だと都合がよすぎるという理由から。中に星が入っているのは、どれがどの球かわかりやすくしたかったため。

## 神龍の種類

### 神龍（シェンロン）
地球の神様は神龍（シェンロン）という名の龍を呼ぶドラゴンボールを作った。1つだけ願いを叶えてくれるが、同じ願いは一度しか叶えないので、例えば一度ドラゴンボールで生き返った者は、もう一度神龍に同じように願っても生き返ることはできない。殺された人たちを生き返らせるという願いなら、殺された人全員が蘇り、死体が残っていなくても肉体と服も一緒に元に戻る。また、北の界王たちのように、対象者本人の意思により生き返るのを拒否できる場合もある。
願いを叶えると1年間はただの石になってしまう。ただし、悟空がピッコロ大魔王を倒したあとでドラゴンボールを使用可能にしてもらった際には、願いを叶えてから1年経っていなかったものの、特例で神龍が出現したこともある。また、1回目のギャルのパンティを貰う願いから約8か月後に行われた天下一武道会の後もドラゴンボールは復活していて悟空は大会直後に探しに行っている。ナメック星編でピッコロが生き返ると同時に神様も生き返った時も、ドラゴンボールが使用されてから1年以内であったが使用可能な状態になっていた。後に神様がデンデに変わってから、願いを最大3つまで叶えられるようになったが、一度に大勢の人間を生き返らせる場合は大きな力を必要とするため一度で2つ分の願いを消費し、その場合は叶えられる願いは2つまでとなる。同時に、1つの願いを叶えた場合は4か月後、3つの願いを叶えた場合は1年後にまた使用できるように変更された。死んだ者を生き返らせる条件としては、1人の人間を生き返らせる場合は死後何年経っても甦らせることができるが、一度に大勢の人を生き返らせる場合は死んでから1年以上経過していない者のみ生き返らせられることができる。なお、1年以上経過している場合は、不完全ながらも蘇生自体は可能で、実際にフリーザが死後10年後に蘇生されているが、バラバラの状態での蘇生だった。病死や寿命など自然死の場合は復活させられないが、願いの条件の範囲内における原因で間接的に寿命を縮めてしまった場合などは、縮んだ寿命の分の間は生き返られることもあり、フリーザ一味の襲来によりわずかに寿命が縮んだナメック星の最長老は蘇生に成功している。高い戦闘力を持つ者の抹殺や人造人間を元の人間に戻す、ナメック星の異常気象を止めるなど、自然現象や製作者の能力を遙かに超える願いは叶えられない。
詳細は神龍（シェンロン）を参照

### ポルンガ
ナメック星での神龍はポルンガという。ナメック語で「夢の神」という意味である。話す言葉はドラゴンボールの世界の共通語だが、悪用を防ぐため、ポルンガを呼ぶ時や願いを言う時はナメック語を使わなければならない。
叶えられる願いは3つで、地球のドラゴンボールとは違い同じ者を何度でも生き返らせることができる。生き返らせることができる人間は1人ずつだが、死体が残っていなかったり魔人ブウの魔法でお菓子などの別の物に変えられた状態で死亡していても、この時の願いで肉体と服も一緒に元に戻る。後に1つの願いで複数の者が生き返ることができるようにパワーアップされた。また、地球の神龍同様、寿命の場合は生き返らせることができない。フリーザに殺されたクリリンを生き返らせる際は、そのままでは死んだ場所＝ナメック星消失後の宇宙空間で生き返るため、まず最初の願いで彼の魂を地球に呼んでから生き返らせる必要があった。誰かを移動させる願いの場合は集団でも可能だが、悟空を地球に呼び戻そうとしたケースのように対象者が拒否できる場合もある。
ナメック星のドラゴンボールは地球のものより大きい。また、当時発売されたカードダスではスーパードラゴンボール（SDB）とも呼ばれた。願いを叶えた後に石になっている期間も4か月強と短い。これはナメック星の1年（公転周期）が130日であるためである。そのため地球でポルンガを呼び出した際にはクリリンとヤムチャを生き返らせた後、130日で天津飯と餃子を生き返らせることができた。
ナメック星のドラゴンボールは1つは最長老が管理し、他の6つは6つの集落（村）にそれぞれ1つずつ村の長老により管理され、ボールを集めに来る者に知恵比べ、力比べ、理由を聞くなどの試練を挑み、それに勝ったものに渡される。願いがかなった後、7つのボールは石に変わる。アニメでは、3つの願いがかなった後、7つのボールが世界中に散らばっている。
詳細はポルンガを参照

## アニメ『ドラゴンボール超』で追加された設定

### 超ドラゴンボール
読みは「スーパードラゴンボール」。アニメ『ドラゴンボール超』にて登場したドラゴンボール。星1つ分の超巨大な大きさで、破壊神シャンパが長い年月をかけて四星球以外の6個を集めていた。ズノーの説明によると神歴（しんれき）41年、龍神ザラマによって造り出された直径37,196.2204kmの完全なる球体。第6宇宙と第7宇宙にまたがって7個存在し、両宇宙それぞれに7個存在するわけではない。7つの薄黄色の球には赤いヒトデマークが1から7まで入っており、このマークはどの角度から見てもヒトデ型を為すよう屈折を利用したザラマオリジナルの構造で神歴42年に特許を取得している。
7つ集めると神の龍「超神龍（スーパーシェンロン）」が現れ、どんな願いでも1つだけ叶えてくれる。他の神龍と異なり、叶えられる願いに際限がない。願いが叶えられると再び両宇宙に飛散する。超神龍を呼び出すには神の言語で「出でよ神の龍 そして願いを叶えてちょんまげ」と唱える必要があり、願いも神の言語で言わなければならない。願いを叶えると光が消え効力を失い、再び使えるようになるまで約1年かかる。あまりにも巨大なうえ、神の言語を扱える必要があるため、基本的に神にしか使えない。

## 漫画版『ドラゴンボール超』で追加された設定
シリアル星のドラゴンボールは2つ揃えることで神龍が出現する。龍の名称はトロンボ。どんな願いも可能な限り1つだけ叶えてくれる。願いを叶えた後も石になる期間は無い。

## アニメ『ドラゴンボールDAIMA』で追加された設定
大魔界のドラゴンボールは3つであり、かつて数限りなく悪用された経緯から第1～第3魔界に分散された上で大魔王さえ敵わないほどの実力を持つタマガミが守護しており、彼らに力と知恵による勝負に勝って認められる事で授けられる。大きさはナメック星の物とほぼ同様で、召喚と願いをナメック語で言う必要があるのも同様。出現するのもポルンガだが体色は赤い。叶えられる願いは1つだけ。

## アニメ『ドラゴンボールGT』で追加された設定

### 究極のドラゴンボール
アニメ『ドラゴンボールGT』にて、地球の神様がピッコロ大魔王と分裂する前に作った、地球のもう一つのドラゴンボール。そのことを知っているのは、ピラフ、シュウ、マイ、ピッコロの4人のみ。神と分離する以前に作られた物だと聞き、自分が死ねば究極のドラゴンボールも消滅すると考えたピッコロが、「こんな物がある限り同じことが繰り返される。封印するより消滅させたほうがいい」と判断し地球と運命を共にして死亡したことにより消滅した。

天界にある神様の神殿の部屋の一つにて、全て揃えた状態で置いてあった。大きさは従来のドラゴンボールと同じで中の星が黒い。願いを叶えたボールも地球には留まらず、宇宙の広範囲にわたって飛び散る。使用後も石になる期間は無い。使用後の副作用として、1年以内に究極のドラゴンボールを全て集め、元の場所に戻さないと、使用した星が破壊されてしまう。従来のドラゴンボールより遥かに高く強力な力を持ち、神龍の力を大きく超えた悟空の身体を子供にする、滅びたツフル星を地球の傍に復活させるなどの願いをたやすく叶えた。
ドラゴンボールGTの公式ガイドブックなどでは「おそらく死者を何度でも生き返させられるなど、神龍では叶えられない願い事なら叶えられると思われる」と書かれている。また、ゲームでも究極神龍を呼び出すことがあり、神龍やポルンガでも叶えられない願いを叶えてくれる。

### 隠された秘密
また、アニメ『ドラゴンボールGT』において、ドラゴンボールの恐ろしい秘密が明らかとなる。一つの願い事を叶える度に、ボールに蓄積されていて、正の感情とも言えるプラスエネルギーが少し減り、その代償として負の感情であるマイナスエネルギーが少し増える。それは本来、一つの願い事を叶えてから、負の感情が完全になくなるまで、最低でも1世紀（100年）はかかると言われている。それでも昔ならば世界の何処に散らばっているか見当も付かないドラゴンボールを7つ集めるどころか1つ見つけるだけでも100年以上かることもあったため、問題は無かった。

しかし、文明の発達からブルマら科学者による通称「ドラゴンレーダー」の開発によりドラゴンボールの収集がはるかに容易になってしまった。孫悟空たちが約30年の間に非常にたくさんの願い事を叶え、更にデンデが一度に叶えられる願いを増やしてしまったために、浄化を待たずにマイナスエネルギーがどんどん溜まってしまった。その結果、ドラゴンボールがそれに耐えられなくなり、ボールの表面にひびが入った。その状態で全て揃え、呪文を唱えると、7個全部のボールの表面のひびから黒い煙が出て、神龍とは全く姿が違う邪悪なる神龍が現れ、その直後にボールを取り込み七つの邪悪龍に別れて、世界各地の環境を汚染する。これはドラゴンボールが本来起こりえない現象を起こす＝大自然の法則をゆがめる存在でもあるという特性を反映している。そのため邪悪龍たちの多くも何らかの自然現象を操る力を持つ。老界王神やポポによると遥か昔、太古のドラゴンボールから生じた邪悪龍により宇宙の大半が破壊し尽くされたという。以来、ドラゴンボールは正直で真面目なナメック星人の間でのみ使われ続けていた。そのため、邪悪龍が倒された後、神龍は「これ以上人間にドラゴンボールを使わせるわけにはいかない」と、事件に巻き込まれた人々を生き返らせる願いを最後にドラゴンボールは姿を消した。しかし、トランクスの解釈ではこれは神龍による人間がドラゴンボールに頼らずにやっていけるかのテストであり、100年後の世界では四星球が存在していた。

## ゲームで追加された設定

### 暗黒ドラゴンボール
ゲーム『スーパードラゴンボールヒーローズ』、漫画『スーパードラゴンボールヒーローズ 暗黒魔界ミッション!』に登場したドラゴンボール。トワに洗脳されたデンデが作った。暗黒ドラゴンボールは生物に寄生して凶悪な力を与える。
7つ集めると「暗黒神龍（あんこくシェンロン）」が現れ、どんな願いでも1つだけ叶えてくれる。

## 神龍とポルンガの出現と願いリスト
物語中、神龍、ポルンガと合わせて、計14回出現し、22の願いを叶えてきた。括弧内は願いを唱えた人物、または願いを提案した人物。斜線はアニメ『ドラゴンボールGT』で追加された設定。
- 過去の出現（神龍）

王様になる。
- 第1回出現（神龍）

1:ギャルのパンティーをもらう。（ウーロン）
※それと同時にピラフの世界征服の願いを阻止した。
※アニメ『超』でも、悟空が北の界王たちを生き返らせようとした際、再びこの願いを叶えようとしたが、ブルマから大金を渡された人造人間18号によって阻止された。
この時のマイナスエネルギーで邪悪龍の六星龍が誕生している。
- 第2回出現（神龍）

2:ウパの父ボラを生き返らせる。（ウパ、発案は孫悟空）
この時のマイナスエネルギーで邪悪龍の二星龍が誕生している。
- 第3回出現（神龍）

3:ピッコロ大魔王を若返らせる。（ピッコロ大魔王）
※願いをかなえた後、ピッコロ大魔王は神龍を殺害する。
この時のマイナスエネルギーで邪悪龍の四星龍が誕生している。
- 第4回出現（神龍）

4:ピッコロ大魔王に殺された人たちを生き返らせる。（神龍、アニメではブルマ→ウーロン→ヤムチャの順番）
※厳密にはピッコロ大魔王の一味が原因で死んだ者を生き返らせており、タンバリンに殺害されたクリリン、ナム、ギランらも生き返った。
- 第5回出現（神龍）

5:孫悟空を生き返らせる。（亀仙人）
※この翌日にピッコロがナッパに殺されたことにより、地球の神と共に地球のドラゴンボールも消滅した。
この時のマイナスエネルギーで邪悪龍の五星龍が誕生している。
- 第6回出現（ポルンガ）

6:ピッコロを生き返らせる。（デンデ、発案はピッコロ）
※ピッコロが生き返ったことにより地球の神も生き返り、地球のドラゴンボールも復活した。
7:ピッコロをナメック星へとワープさせる。（デンデ、発案はピッコロ）
※場所を指定していなかったため、悟飯たちがいる場所から大きく離れた所にワープした。
※3つ目の願いにベジータを不老不死にする願いを言おうとした所で、ドラゴンボールを作った最長老が寿命死と共にポルンガが消滅した。
- 第7回出現（神龍）

8:フリーザ一味に殺された人たちを生き返らせる。（ミスター・ポポ、発案は北の界王）
※クリリンは既に1度死んで生き返っているため、ツーノ長老の村のナメック星人たちはフリーザ一味を離反したベジータに殺されたためそれぞれ生き返らなかった。
この時のマイナスエネルギーで邪悪龍の一星龍が誕生している。
- 第8回出現（ポルンガ）

9:ナメック星にいる孫悟空とフリーザ以外の者を全員地球へとワープさせる。（デンデ、発案は孫悟空）
地球の神龍が叶えた上記の願いにより、「フリーザ一味の蛮行などで縮んだ寿命」の分だけ最長老が蘇ることとなり、3つ目の願いを残したまま消滅したポルンガも復活して、3つ目のこの願いを言うことができるようになった。
この3つ目の願いを叶えた後、ナメック星のドラゴンボールは地球のドラゴンボールと違って世界中に散らばらず、地球にワープしたナメック星人の元に移動した。
※アニメ版では、カエルとなったギニューやギニューの肉体を得たカエル自身も地球に転送されている。
- 第9回出現（ポルンガ）

10:ナメック星で死んだクリリンの魂をカプセルコーポレーションへ呼び戻す。（ブルマ、発案はベジータ）
※ナメック星の爆発に巻き込まれて死んだと思われた悟空の魂もこの時の願いで一緒に呼び戻すよう願ったが、生きている者の魂のみを呼び寄せることはできないため、悟空は生きていたことが判明する。
11:クリリンを生き返らせる。（ブルマ）
※バラバラになった肉体と服は、ポルンガの特別サービスによって、この時の願いで一緒に元に戻った。
12:ヤムチャを生き返らせる。（ブルマ、アニメのみ）
※アニメでは生き返ると同時に界王星からカプセルコーポレーションの池にワープした。
- 第10回出現（ポルンガ）[注 16]

13:餃子を生き返らせる。
※アニメでは生き返ると同時にカプセルコーポレーションで呼び出したポルンガの下にワープした。
14:天津飯を生き返らせる。
※アニメでは生き返ると同時にカプセルコーポレーションで呼び出したポルンガの下にワープした。
15:ピッコロと地球の神を除いたナメック星人を全員、新ナメック星にワープさせる。（デンデ、アニメのみ）
この3つ目の願いを叶えた後、ナメック星のドラゴンボールも新ナメック星にワープしたナメック星人の元に向かった。
※原作では、未来トランクスの世界ではこの願いを最後にピッコロが殺されてドラゴンボールが消滅したため、地球のドラゴンボールで願いをかなえることができなくなった。
- 第11回出現（神龍）

16:セルに殺された人たちを生き返らせる。（ヤムチャ）
※悟空は既に1度死んで生き返っているため生き返らなかった。北の界王とバブルスは（アニメではグレゴリーも）この時の願いで一緒に生き返ることも可能だったが、諦めて悟空につきあうことにした。
17:人造人間17号と人造人間18号の体の中に取り付けられている爆破装置を取り除く。（クリリン）
※これに関しては力の差とは無関係だったため叶った。
- 第12回出現（神龍）

18:今日（第25回天下一武道会当日に）死んだ人たちを悪人を除いて生き返らせる。（ヤムチャ）
※ベジータは既に1度死んで生き返っているため生き返らなかった。
この時のマイナスエネルギーで邪悪龍の七星龍が誕生している。
- 第13回出現（ポルンガ）

19:魔人ブウに破壊された地球を元に戻す。（デンデ、発案はベジータ）
20:魔導師バビディが地球にやって来た日から、死んだ者全てを極悪人を除いて生き返らせる。（デンデ、発案はベジータ）
※ベジータが提案した内容は「第25回天下一武道会が行われた日から、死んだ者全てを極悪人を除いて生き返らせる」だったが、実際に願いを叶えるデンデが言い方に詰まりながら答えたため、ベジータが提案した内容とは多少の食い違いが出た。魔人ブウの魔法でお菓子などの別の物に変えられた状態で死亡した者もこの時の願いで、魔法をかけられた場所にて肉体と服も一緒に元に戻った状態で生き返った。ポルンガに極悪人だと判断されなかったためベジータも生き返った。
※悟空はベジータの提案に対し、「魔人ブウに殺された者たちを生き返らせる」という願いのほうがわかりやすいのではないかと意見したが、その場合、ベジータに「極悪人のバビディやダーブラまで生き返ってしまううえ、武道会場で自分に殺された者は生き返れない」と反論されている。もっとも前述のとおりベジータに殺された人たちはすでに生き返っていたため杞憂だった。
※アニメ版『超』では、カエルになったギニューが地球で今も生存していることが判明しており、魔人ブウ（純粋）が地球を破壊した際に死亡しているはずだが、生き返った模様。
21:孫悟空の体力を全回復させる。（デンデ、アニメでの発案はベジータ）
- 第14回出現（神龍）[注 16]

22:関係者を除く人々から魔人ブウに関する記憶を全て消す。（不明、発案は孫悟空）
※魔人ブウに関する記憶は消えたが、サタンが何かから世界を救ったという記憶は残っている。
この時のマイナスエネルギーで邪悪龍の三星龍が誕生している。

### 『ドラゴンボール超』で追加された願い
物語中、神龍、ポルンガ、超神龍合わせて、計8回出現し、10の願いを叶えた。なお、並行世界での願いについてはそれぞれ別扱いとし、未来トランクスがいる並行世界にて未来世界のピラフ一味が若返ったのと未来トランクスがいる世界のザマスの願いは第10回出現後からの続き、ビルスがザマスを破壊したことにより生まれた世界でのビルスに破壊されなかった方のザマスの願いは第20回出現後からの続きとする。括弧内は願いを唱えた人物、または願いを提案した人物。なお、現行世界でも15回目より前にピラフ一味は若返りの願いをしている。
- 第15回出現（神龍）

23:超サイヤ人ゴッドを知っていたら呼び出してほしい。（孫悟空）
※上記の願いを神龍はたやすい御用だと答えたが、超サイヤ人ゴッドはサイヤ人の神話に登場する神で今現在は存在していないため、代わりとしてナメック星の伝説の書に記載されていた超サイヤ人ゴッドを作り出す方法を教えた。
※なお、この時期には3つの願いを叶えられるようになっているが、1つ目の上記の願いを叶えると神龍は勝手に消えた。
- 第16回出現（神龍）

24:フリーザを蘇らせる。（ソルベ）
※本来、死んでから1年以上経過していない者のみ生き返らせられるはずだが、本作ではその設定がない。
25:100万ゼニーが欲しい。（シュウ）
26:世界一のアイスクリームが欲しい。（マイ）（アニメオリジナル）
※保冷剤もサービスで付いてきた。
- 第17回出現（ポルンガ）（アニメオリジナル）

27:ピッコロを生き返らせる。（不明、発案は孫悟空）（アニメオリジナル）
※新ナメック星に行ってドラゴンボールを全て集めてポルンガに願いを言う描写はカットされている。
- 第18回出現（神龍）（アニメオリジナル）

28:神龍に帰ってもらう。（ビルス）（アニメオリジナル）
※7個目の超ドラゴンボールの在処が神龍にも分からなかったのと他に用がなかったため。
※前に北の界王から言われていた「北の界王、バブルス、グレゴリーを生き返らせる」願いを言う機会だったが、悟空が忘れていたため今度ということにされた。
- 第19回出現（ポルンガ）

29:キビト界王神を東の界王神とキビトに分離させる。（キビト界王神）
※キビト界王神がナメック星人にお願いして、ナメック星のドラゴンボールでまた2人に分けてもらった。
※上記は願いを叶えてもらったのが判明した順であるため願いを叶えてもらった正確な時期は不明だが、アニメ版では破壊神ビルス編の後から第6・第7宇宙破壊神選抜格闘試合の試合開始前までの間、コミカライズ版では破壊神ビルス編でビルスが地球を去ったあたりとなっている。
※ポルンガに願いを言う描写はカットされている。
- 第20回出現（超神龍）

30:第6宇宙の地球と人類を甦らせる。（ウイス、発案はビルス）
※上記の他に、第7宇宙の地球と同じような文化も甦った。
※神の言語で願ったため悟空たちには伝わっておらず、自分のベッドをもっと寝心地の良いベッドに変えてもらったとだけ伝えている。
- 第21回出現（神龍）（アニメオリジナル）

31:病気になって熱がひかないパンを元気にしてもらう。（孫悟飯）（アニメオリジナル）
※この後、悟空が北の界王たちを生き返らせる願いを言おうとしたが、上記の願いを言った後で色々あって長引いた結果、ようやく願いを言おうとした時には時間切れとなり、神龍は消えてしまった。
※前回ビルスが神龍に｢帰れ｣の願いを言ってから4か月ほどが経過した状態のため、神龍を呼び出した時点で叶えられる願いは2つとなっている。
※パンは病院で貰った薬が効かなかったため、神龍に頼もうとした。悟飯が来る前に願い事を巡って争っていた18号たちもそれを聞いて許可を出している。
- 第22回出現（超神龍）

32:力の大会で敗北し、全王によって消滅させられた宇宙を元に戻してほしい。（大神官、発案は人造人間17号）
※大会の優勝者がこの願いを叶えることを全王は予測しており、もし自分本位な願いをした場合は優勝した第7宇宙も消すつもりでいた。
※力の大会に参加して敗北し消滅した宇宙の選手と破壊神と界王神はベンチで復活し、優勝した第7宇宙の選手と一緒に大神官の術で元の宇宙に転送された。なお、アニメ版では復活した自分の宇宙で生き返った。
- 第23回出現（神龍）（劇場版『ブロリー』）

33:ブロリーを元の星（惑星バンパ）に帰す。（チライ）
※この願いによりゴジータに止めをさされることなく、ブロリーは惑星バンパに帰還し生還する。なおブロリーは後にチライ、レモと3人で生活することになる。
- 第24回出現（ポルンガ）（漫画版）

34:クランベリの傷を治療する。（エスカ、発案はクランベリ）
35:モロの魔力を全盛期の状態に戻す。（エスカ、発案はモロ）
※この後、3つ目の願いにクランベリを辺境の星に逃がすという願いを叶える予定だったが、クランベリがモロに殺害されたことで没となった。
36:銀河刑務所の囚人を全員脱獄させる。（エスカ、発案はモロ）
- 第25回出現（トロンボ）（漫画版）

37:グラノラを宇宙一の戦士にする。（グラノラ）
※残り150年の寿命を捧げる条件を受け入れることで、「潜在的に持つ能力を超えて力を与える」という願いを叶えることができた。
- 第26回出現（トロンボ）（漫画版）

38:ガスを宇宙一の戦士にする。（エレク）
- 第27回出現（本編の40年前）（トロンボ）（漫画版）

39:バーダックの息子たちがすくすくと育つようにしてもらう。（モナイト、発案はバーダック）

#### 並行世界での願い
- 第11回出現[注 24]（神龍）

16:ピラフ、シュウ、マイをうんとうーんと若くしてもらう。（ピラフ）
※この願いにより、3人は赤ん坊にまで若返った。
※アニメでは神龍を呼び出して願いを言った描写はない。
※『超』では、未来トランクスの世界ではこの願いを最後にピッコロが殺されてドラゴンボールが消滅したため、地球のドラゴンボールで願いをかなえることができなくなった。
- 第21回出現（超神龍）

31:この世界のザマスの肉体と孫悟空の肉体を入れ替える。（ビルスに破壊されなかった世界のザマス）
※この願いによってザマスはゴクウブラックになり、ザマスの体に入れ替えられた悟空を殺している。
※この後、ゴクウブラックは時の指輪を使い、未来トランクスがいる世界へと移動した。
- 第12回出現（超神龍）

17:不死身の体にしてもらう。（未来トランクスがいる世界のザマス）
※この願いの後に、ゴクウブラックと未来世界のザマスは自分たちの願いが覆されないよう並行世界の超ドラゴンボールを全て破壊したため、未来トランクスの世界では超ドラゴンボールで願いをかなえることができなくなった。

### 『ドラゴンボールGT』で追加された願い
物語中、究極神龍、ポルンガ、神龍と合わせて、計4回出現し、4つの願いを叶えてきた。括弧内は願いを唱えた人物。
- 本作第1回出現（究極神龍）

1:孫悟空を子供の姿にさせる。（ピラフ）
正確には究極神龍がピラフの「悟空が小さかったら負けなかった」という内容を願いと勘違いした。
- 本作第2回出現（究極神龍）

2:ツフル星（惑星プラント）を地球の近くに蘇らせる。（ベジータベビー）
- 本作第3回出現（ポルンガ）

3:究極のドラゴンボールの副作用にて、破壊された地球を蘇らせる。（ムーリ）
- 本作第4回出現（神龍）

4:邪悪龍の事件で巻き込まれて、死んでいった人たち（正確には究極の人造人間の事件の死者まで含む）を生き返らせる。（孫悟空）
この願いでは2度目（ポルンガも含めれば4度目）の復活となるクリリンやマシンミュータントであるギルも特例として復活した。また、「地球の環境はあえて元通りにしない」という条件もつけられた。

### 『ドラゴンボールDAIMA』で追加された願い
- 本作第1回出現（神龍）

1:ブウと戦った者とその仲間たちを子供にする。（ゴマー）
厳密には小学1年生くらいで、既に子供である人物は赤ん坊にした。
- 本作第2回出現（ポルンガ（魔界））

2:ゴマーに子供にされた悟空達を元の姿に戻す。（グロリオ）
アリンスの命令に逆らってこの願いを叶えた。

### 劇場版での登場
『ドラゴンボール 神龍の伝説』（神龍）
リッチストーンを消滅させて国を平和にする。（パンジ）
『ドラゴンボール 摩訶不思議大冒険』（神龍）
ウパの父ボラを生き返らせる。（孫悟空）
『ドラゴンボールZ』（神龍）
ガーリックJr.に永遠の命をあたえる。（ガーリックJr.）
『ドラゴンボールZ この世で一番強いヤツ』（神龍）
Dr.ウィローの研究所を覆っている氷を砕く。（Dr.コーチン）
『ドラゴンボールZ 地球まるごと超決戦』（神龍）
火事で燃えた森を元通りにする。（孫悟飯）
『ドラゴンボールZ 超サイヤ人だ孫悟空』（神龍）
スラッグに永遠の若さを与える。（スラッグ）
『ドラゴンボールZ 龍拳爆発!!悟空がやらねば誰がやる』（神龍）
タピオンが封印されているオルゴールを開ける。（ホイ）
ヒルデガーンの一件で死んだ人たちを生き返らせる。（孫悟空）
※エンディングの直前で悟空が神龍に頼むと言っている。劇中ではそのシーンは描かれていない。
『ドラゴンボール 最強への道』（神龍）
爆弾を取り除いてハッチャン（人造人間8号）を元通りに直す。（孫悟空）
『DRAGONBALL EVOLUTION』（神龍）
亀仙人を生き返らせる。（孫悟空）
『ドラゴンボールZ 神と神』（神龍）
ピラフ一味を若返らせる。（ピラフ）
※物語開始前のため、神龍を呼び出して願いを言った描写はない。
※特に年齢や時期を指定していなかったため、子供の姿にまで若返った。
超サイヤ人ゴッドの作り方を教えてもらう。（ビルス）
なお、この時期には2-3つの願いを叶えられるようになっているはずだが、本作では1つずつしか叶えていない様子である。
『ドラゴンボールZ 復活の「F」』（神龍）
フリーザを蘇らせる。（ソルベ）
※本来、死んでから1年以上経過していない者のみ生き返らせられるはずだが、本作ではその設定がない。
100万ゼニーが欲しい。（シュウ）
フリーザに破壊された北の都を元通りにする。（不明、発案はブルマ）
『ドラゴンボール超 ブロリー』（神龍）
ブロリーを元いた星（惑星バンパ）へ移動させる。（チライ）
『ドラゴンボール超 スーパーヒーロー』（神龍）
ナメック星の最長老様のように、ピッコロの潜在能力をめいっぱい引き出させる。（ピッコロ）
お尻をもうちょっとキュってあげてもらう。（ブルマ）
まつ毛を二ミリぐらい長くしてもらう。（ブルマ）
※ブルマは上記以前にも悪用を防ぐために石から戻る度に細かい願いを叶えているとの事

### ゲーム作品において
ゲーム内のストーリーで使われた願いに関して。
『ドラゴンボール3 悟空伝』（神龍）
天下一武道会の復活。（孫悟空）
『ドラゴンボールZ外伝 サイヤ人絶滅計画』
- 本作第1回出現（神龍）

1:Z戦士たちの動きを止める。（ピラフ）
2:別荘を島ごと復元する。（ピラフ）
『ドラゴンボールZ 真武道会2』（神龍）
ミスター・サタンを宇宙一の人気者にする。（ミスター・サタン）
『ドラゴンボール ゼノバース』
- 本作第1回出現（神龍）

1:自分と一緒に戦ってくれる強い人を連れてきてもらう。（トランクス）
- 本作第2回出現（神龍）

2:フリーザ、セル、魔人ブウを復活させる。（ドミグラ）
- 本作第3回出現（神龍）

3:悟空を連れてきてもらう。（時の界王神）
『ドラゴンボールフュージョンズ』（神龍）
最強の戦士が集まる、最強の武道大会を開いてもらう。（ピニッジ）
『ドラゴンボール ゼノバース2』（神龍）
ここにいる皆がお腹いっぱいになるくらいのとびっきりのご馳走を出してもらう。（時の界王神）
『スーパードラゴンボールヒーローズ』
- 本作第1回出現（暗黒神龍）

1:メチカブラに永遠の若さをあたえる、力が一番溢れし頃の若さに戻し、その時を留める。（メチカブラ）
- 本作第2回出現（神龍）

2:オゾットを監獄惑星から出してもらう。（オゾット）
- 本作第3回出現（暗黒神龍）

3:ドミグラにメチカブラの洗脳を解く力をあたえる。（ドミグラ）
- 本作第4回出現（宇宙モドキ〈コピー宇宙〉の神龍[注 25]）

4:壊れた宇宙モドキの修復をしてもらう。（悟空たち）
5:宇宙モドキから出してもらう。（悟空たち）

### コミカライズ作品において
『スーパードラゴンボールヒーローズ 暗黒魔界ミッション!』（暗黒神龍）
全盛期の力を与える。（メチカブラ）
『スーパードラゴンボールヒーローズ ユニバースミッション!!』（神龍）
オレたち全員を監獄惑星から脱出させてもらう。（ウーロン）
『スーパードラゴンボールヒーローズ ビッグバンミッション!!!』
- 本作第1回出現（宇宙モドキ〈コピー宇宙〉の神龍[42]）

コピー宇宙（宇宙モドキ）から出してもらう。（悟空たち）
- 本作第2回出現（暗黒神龍）

コピー宇宙（宇宙モドキ）が与えた現実世界への影響を全て元に戻す。（黒衣の戦士）
本物に影響の出ない方法でコピー宇宙（宇宙モドキ）を消滅させる。（黒衣の戦士）
オレたちの力を最大限まで引き出してもらう。（黒衣の戦士）

### 他作品での登場
『ドクタースランプ』（神龍）
1997年から1999年まで放送されていた『ドクタースランプ』にて、『ドラゴンボール』の「悟空がペンギン村に来る」というエピソードをアラレ側視点でリメイクされた時に登場。
トラクターをもらう。（のんきおじっさ）

### 願われなかった・叶わなかった願い
物語中、阻止されるなどで叶わなかった願い。括弧内は願いを提案・考案した人物。
- （神龍）素敵な恋人をもらう[13]。（ブルマ）

ヤムチャと仲良くなったので願う必要が無くなる。しかし、物語のすべての発端はこの願い事である。
また、ブルマはこの願いに次ぐ候補として「食べきれないほどのイチゴをもらう」とも考えていた。
- （神龍）女の子の前でも緊張しないようにしてもらう[45]。（ヤムチャ）

ブルマたちとの旅で克服し願う必要が無くなる。この願い事のためにヤムチャは悟空たちと仲良くなり、最終的に盗賊から足を洗った。
- （神龍）世界征服。（ピラフ）

ウーロンがギャルのパンティをもらって阻止。その後もこの願いのために何度もドラゴンボールを集めるものの、悟空や、レッドリボン軍（アニメのみ）などに奪われたり、阻止されたりしている。
- （神龍）レッド総帥の身長を伸ばす[46]。（レッド総帥）

軍隊の兵を犠牲にしてまで叶えるにはあまりにも傲慢かつ個人的だったため、ブラックの怒りを買いレッドが殺害された。
- （神龍）ピッコロ大魔王をこの世から消す[16]。（餃子）

あと一歩で願いを言い終わるところでピッコロ大魔王に殺されて阻止された。
- （神龍）ラディッツを生き返らせる[47]。（ナッパ）

ベジータに「あんな役に立たん奴はもういらん」と却下される。
- （神龍）地球に来るサイヤ人を倒してもらう[18]。（ウーロン）

サイヤ人の力が神龍や地球の神の力を超えているため、神龍に断られる。
- （神龍）不老不死になる[47]。（ベジータ、ナッパ）

悟空との戦いで阻止される。
- （ポルンガ）サイヤ人に殺された地球のみんなを生き返らせる[48]。（デンデ、発案はクリリン）

1つの願いで生き返れるのは1人だけのため、叶わなかった。
- （ポルンガ）ピッコロを悟飯たちのもとへ転送する。（デンデ）※アニメのみ

ポルンガの願いでピッコロをナメック星へ転送した際に悟飯たちの前に姿をみせなかったことに伴い、デンデが提案したものの、直後にベジータが現れて後述の願いを強要したため叶わなかった。
- （ポルンガ）ベジータを不老不死にする。（ベジータ）

あと一歩でギニュー特戦隊にドラゴンボールを奪われ阻止される。
もう少しで願いが叶う、という所でドラゴンボールを作った最長老が寿命死と共にポルンガが消滅。
- （ポルンガ）フリーザを不老不死にする[21]。（フリーザ）

願いはナメック語でなければ叶わないため、叶わなかった。
- （ポルンガ）悟空を地球に呼び寄せる[22]。（デンデ、発案はムーリ）

悟空が「そのうち自分で帰る」とポルンガに伝言して拒否したため。
- （神龍）人造人間を作る前にドクター・ゲロを今の内に倒すために居場所を教えてもらう。（ブルマ）

ベジータに「そんな余計なことをしたらぶっ殺すぞ」と言われた上に他の仲間からも戦ってみたいと言われて却下された。
- （神龍）悟空を生き返らせる[23]。（ヤムチャ）

悟空は既に1度死んで生き返っているため。
- （神龍）悟空が死ぬ前まで時間を元に戻してもらう。（クリリン）※アニメのみ

それだと自爆する前のセルまで生き返ってしまうため、ピッコロに却下された。
- （神龍）新ナメック星にワープする。（クリリン）※アニメのみ

デンデが「ポルンガに願いを言えば悟空を生き返らせることができる」と言ったため、生き残った誰かが2つ目の願いで新ナメック星に行ってポルンガに願いを叶えてもらいに行こうとするが、悟空本人が「生き返らせないでいい」と拒否したため行かなかった。
- （神龍）ヤムチャが誰も使う気がなかったため、今つきあっている彼女が欲しがっているちょっと高いネックレスをもらう[24]。（ヤムチャ）

クリリンが人造人間17号と18号のために願いを使い、叶えられなくなった。そのことをクリリンが謝った際、「あれはジョークに決まっているだろう。そんなくだらないことに使えるわけないだろう」と誤魔化し、許した。
- （神龍）人造人間17号と18号を元の人間に戻す[24]。（クリリン）

神龍やデンデの力を大きく超えた問題であるため、体内の爆弾を取り除くことに変更。
- （神龍）魔人ブウに破壊されたものを全て復元してもらう[49]（孫悟空）

「魔人ブウにより殺された人々の復活」と「破壊された西の都の復元」を別々に願うように提案した際、「先の願いで大勢の人間を生き返らせたため、次にかなえられる願いは一つだけ」とピッコロに指摘された際の提案。ブルマから「ドラゴンレーダーに特殊な部品が使われているため、破壊されたら修理不能になる」として却下された。なお、正確には「みんな元に戻して〜」という大雑把で砕けた言い方であった。
- （神龍）自分を若くしてもらう[50]。（ブルマ）

冗談半分で言ったらしく、この願いのためにドラゴンボールを集める描写はない。
ドラゴンボール超
- （神龍）北の界王、バブルス、グレゴリーを生き返らせる。（北の界王）

魔人ブウ編で悟空が生き返ったことにより自分たち（北の界王、バブルス、グレゴリー）が死んだままでいる必要がなくなったため、神龍が出てくるたびに自分たちが生き返るのを少しだけ期待していたが、悟空がすっかり忘れており、いつまで経っても生き返らせようとしないため、次に神龍を呼んだら必ず生き返らせるよう北の界王が悟空に言っている。
7個目の超ドラゴンボールの在処を教えてもらう際に神龍を呼び出しているが、悟空が北の界王と約束していたのを忘れていたため今度ということにされた。
それから4か月ほどして悟空がドラゴンボールを集めて生き返らせようとしたが、病気のパンを元気にしてもらう願いを言った後に時間が経過し過ぎたために願いを言おうとした所で時間切れとなって神龍が消えてしまったために叶わなかった。
死んでから1年以上経過しているが、本作では同条件でフリーザが生き返っている。
- （神龍）コルド大王を生き返らせる。（ソルベ）

シュウとマイが横入りして100万ゼニーと世界一のアイスクリームをそれぞれ貰ったため叶えて貰えなかった。
- （神龍）7個目の超ドラゴンボールが第6宇宙のどこにあるか教えてもらう。（ブルマ）

広い宇宙、ましてや別の宇宙から一つの物を探し出せるほど神龍の力は万能ではないため叶わなかった。
- （超神龍）第6宇宙の地球と第7宇宙の地球を入れ替える。（シャンパ）

第6宇宙チームが第6・第7宇宙破壊神選抜格闘試合に敗れたことにより6個集めていた超ドラゴンボールをビルスに全て渡したため叶わなかったが、ビルスが超神龍に第6宇宙の地球と人類を甦らせる願いを言ったため願う必要がなくなった。
- （超神龍）ゴクウブラックを不死身の体にしてもらう。（未来トランクスがいる世界のザマス）

ゴクウブラックが、最強の戦闘力に満足していて不死身の体になるだけでは不十分だと言って断った。
- （神龍）世界征服。（ピラフ）

急いで神龍の所に行こうとしたが、トランクス、悟天、悟飯、ブルマによって妨害された。
- （神龍）クリリンの欲しい物を教えてもらう。（人造人間18号）

ブルマに「クリリンなら18号とマーロンがいれば他に何もいらないと答える」と言いくるめられた。
- （神龍）ピチピチギャルがほしい。（亀仙人）

ブルマが1000万ゼニーを使ってピチピチギャルを5人手配したため願いを言う必要がなくなった。
- （神龍）トランクスと悟天の願いを叶えてもらう。（トランクス、孫悟天）

トランクスと悟天は自分たちが何を願うか何も考えていなかったため。
- （神龍）タイムマシンを起動させるための物質を出してもらう。（ブルマ）

この物質は地底の奥にあるため、悟空がカプセルコーポレーション製の特殊スーツを着て代わりに取ってきたことで願いを言う必要がなくなったが、タイムマシンを造っていることがビルスにバレたのでその物質および自作のタイムマシンはビルスによって未来のブルマが書いたノートと共に破壊された。
- （神龍）フリーザを完全に蘇らせる。（悟空、発案はフリーザ）

「力の大会」に出場する条件として悟空に約束させたが、大会内での功績によりビルスの恩赦とウイスの能力で復活を果たしたため願いを言う必要がなくなった。
- （超神龍）家族のために大きいクルーザーをもらう。（人造人間17号）

「そのうち自分の手で叶える」として願わず、他の宇宙の復活を優先させた。クルーザーに関しては「力の大会」終了後に大きい物をブルマからもらったため、願いを言う必要がなくなった。
- （神龍）フリーザの身長を5センチ伸ばしてほしい。（フリーザ）

なお、この願いを叶えるためだけに部下にカプセルコーポレーションからドラゴンボールを盗ませていたが、部下のチライがブロリーを元いた星に帰せと願ったことにより阻止され結局叶えることはなかった。なおフリーザは裏切った彼女を始末しようとしたが、ゴジータに止められたことにより諦め、彼女を許した。
ドラゴンボール超（漫画版）
- （ポルンガ）クランベリをフリーザ軍にも銀河パトロールにもモロにも見つからない辺境の星に逃がしてほしい。（クランベリ）

願いを言っている途中でモロに殺されたため、未遂に終わった。モロ曰く「実はもう1つ叶えたい願いがあってな、すまんがおまえの願いを叶える枠はなくなってしまったんだ」とのこと。
- （トロンボ）バーダックを故郷の星に帰らせてほしい[10]。（モナイト）

バーダックがトロンボに拒否したため。
ドラゴンボールGT
- （究極神龍）世界征服。（ピラフ）

神龍がピラフの「悟空が小さかったら負けなかった」という内容の発言を願いと勘違いし、悟空を子供の姿にしたため叶わなかった。
- （究極神龍）究極神龍の力で小さくなってしまった悟空を元に戻す。（パン）

究極のドラゴンボールがまた宇宙に散らばってしまうため、悟空本人が拒否した。その後ベビーが使ってしまい、ピッコロ自身が究極のドラゴンボールを消滅させるため滅びゆく地球と運命を共にしたため、叶えることも不可能となった。
- （神龍）パンの病気を治す。（悟空Jr）

ドラゴンボールは七つ集めなければならないが、悟空Jrはそれを知らなかったため、神龍は出てこなかった。また、その後パンが回復したため願う必要も無くなる。
ドラゴンボールDAIMA
- （神龍）魔のサードアイの要求（ゴマー）

前述の悟空たちを子供に変える願いを叶えた後に続いて叶えようとしたが、神龍から「得体の知れない奴は1つだけしか願いを叶えられない」と言われたため。
- （ポルンガ（魔界））アリンスに最強の魔力を与える（アリンス）

サードアイを手に入れたゴマーに対抗するために叶えようとしたが、悟空達との友情を取ったグロリオに裏切られたため。
劇場版
『ドラゴンボール 神龍の伝説』（神龍）
- この世で最も美味しいものをもらう。（グルメス王）

グルメス王の口から神龍が出てきたため言えなかった。また、パンジが先に願いを言った。
『ドラゴンボール 摩訶不思議大冒険』（神龍）
- ランラン（餃子の大切な人形）の行方を知る。（餃子）

鶴仙人の策略で阻止される。また、最終的に天津飯が隠していた人形を返し、願う必要がなくなった。
- 世界征服。（鶴仙人）

悟空たちに敗れ、阻止される。
『ドラゴンボールZ 危険なふたり!超戦士はねむれない』（神龍）
- どんな乗り物も並ばずタダで乗れる遊園地を作ってもらう。（トランクス）

ブロリーとの闘いによってうやむやになる。
- お菓子の国を作ってもらう。（孫悟天）

ブロリーとの闘いによってうやむやになる。
- ブロリーをやっつける。（孫悟天）

悟天が合言葉を知らなかったため頼めなかった。
『ドラゴンボールZ 復活のフュージョン!!悟空とベジータ』（神龍）
- あの世の混乱を元に戻す。（孫悟飯）

死人の運命は閻魔大王が握っており、神龍の力を大きく超えた問題であったため、叶わなかった。この後、神龍はエンディングまでずっとほったらかしになっていた。
『ドラゴンボール オッス!帰ってきた孫悟空と仲間たち!!』（神龍）
- アボ、カドとの戦いで損壊したミスター・サタンのホテルを元に戻す。（クリリン）

サタンがビーデルに怒られて反省したため頼まなかった。
『DRAGONBALL EVOLUTION』（神龍）
- 人間の世界を支配する力（地球人に復讐する力）を手に入れる[51]。（ピッコロ大魔王）

小説版では2000年の時を取り戻すとも言及。
ピッコロ大魔王がいる飛行船にヤムチャがトラックで突っ込み、ドラゴンボールが飛行船から転がり落ちたため、叶えられなかった。
『ドラゴンボールZ 神と神』（神龍）
- 大金持ちになりたい。（ピラフ一味）

超サイヤ人ゴッドの詳細を聞くためにドラゴンボールが使われたため。
- ビルスの地球の破壊をやめさせる。（クリリン）

ビルスが神龍の力を大きく超えた存在であるため、そんなことは無理だと悟空に却下された。
- 超サイヤ人ゴッドをここに連れてきてもらう。（孫悟空）

超サイヤ人ゴッドはサイヤ人から一時的にだけ作り出される神であるために存在しないから。
『ドラゴンボールZ 復活の「F」』（神龍）
- コルド大王を生き返らせる。（ソルベ）

シュウが横入りして100万ゼニーを貰ったため叶えて貰えなかった。
『ドラゴンボール超 ブロリー』（神龍）
- 5歳若返らせてもらう。（ブルマ）
- 背を5cm伸ばしてもらう。（フリーザ）

どちらもチライが勝手にドラゴンボールを使ったために願われなかった。
『ドラゴンボール超 スーパーヒーロー』（神龍）
- レッドリボン軍を消してもらう[36]。（デンデ）
- おハダの小ジワを自然な感じで取ってもらう[36]。（ブルマ）

ゲーム作品
『ドラゴンボールZ 超武闘伝2』（神龍）
- Z戦士を部下にする。（ザンギャ）

Z戦士がドラゴンボールを集め、銀河戦士を倒すため（ストーリー次第で撤退）。
『ドラゴンボールZ 真武道会2』（神龍）
- 魔人ブウを完全にコントロールする。（バビディ）

バビディが「魔人ブウを僕の…」と言った所で、ミスター・サタンが横入りして先に願いを叶えた。
『スーパードラゴンボールヒーローズ』（暗黒神龍）
- 時の界王神の洗脳を解いてもらう（トランクス:ゼノ）

メチカブラの力で暗黒神龍の力が届かずに叶わなかった。この後、ドミグラにメチカブラの洗脳を解く力をあたえてもらっている。
コミカライズ作品
『スーパードラゴンボールヒーローズ ユニバースミッション!!』（神龍）
オゾットを不老不死にする。（オゾット）
ウーロンが先に願い事を言って阻止。
他作品での登場
『ドクタースランプ』（神龍）
- 美人秘書を大勢雇う。（則巻千兵衛）
- 巨大なスイカが食べたい。（則巻みどり）
- バストのサイズアップ。（則巻アラレ）
- アラレとガジラを大人しい子供にする。（ガラ、パゴス）
- 身長を伸ばす。（空豆ピースケ）
- 摘 鶴燐とデート。（空豆タロウ）
- 中国へ帰る。（摘鶴天）
- ニコチャン星へ帰る。（ニコチャン大王、ニコチャン家来）
- 純金の限定スクーターが欲しい。（木緑あかね）
- 素敵な彼氏が欲しい。（アキコ）
- アラレと千兵衛とガジラを倒すスーパーロボットを手に入れる。（マシリト）
- 空豆 クリキントンによってモヒカン頭にされた頭を元に戻す。（ブルー将軍）
- 世界征服。（レッドリボン軍）

先述の通り、のんきおじっさが先に願いを叶えてしまった。

## テーマソング
ドラゴンボール伝説
歌：高橋洋樹 / 作詞：泉鬼角 / 作曲：いけたけし / 編曲：京田誠一
『ドラゴンボール』アニメ本編では、先述のアニメオリジナル設定を亀仙人が語った回を含め30話、33話、35話などで使用され、劇場版3作目の『摩訶不思議大冒険』ではエンディングテーマとして使用された。
ドラゴンボールの伝説
歌：大矢晋 / 作詞：森雪之丞 / 作曲・編曲：石川恵樹

## 補足
- 作者の鳥山明は、ドラゴンボールが7つの理由は『南総里見八犬伝』が8つの球なので、同じだと悔しいから7つにしたと答えている[2]。また、ドラゴンボール集めを思いついたのは、『西遊記』のネタだけではなく、少年漫画らしいゲーム的な要素も入れようというアイデアからだと語っている[53]。
- 放送初期のスポンサーだった丸美屋の商品「ドラゴンボールふりかけ」には、ドラゴンボールを模したスーパーボールが、おまけとして付いていた。現在ではドラゴンボールを模したオブジェなどが商品化され、玩具やゲームセンターの景品にもなっている。
- 『DRAGONBALL EVOLUTION』ではブルマが最初にドラゴンボールを「プロメチウム・オーブ」と呼んでいた。また、神龍を呼び出すにはドラゴン・テンプルと呼ばれる神殿の台座にドラゴンボールを置く必要がある。